# Barrage de Mauvoisin
Barrage de Mauvoisin är en dammbyggnad i Schweiz.   Den ligger i distriktet Entremont och kantonen Valais, i den södra delen av landet, 110 km söder om huvudstaden Bern. Barrage de Mauvoisin ligger 2 089 meter över havet.
Terrängen runt Barrage de Mauvoisin är huvudsakligen mycket bergig. Barrage de Mauvoisin ligger nere i en dal. Närmaste större samhälle är Bagnes, 12,9 km nordväst om Barrage de Mauvoisin. 
Trakten runt Barrage de Mauvoisin består i huvudsak av gräsmarker. Runt Barrage de Mauvoisin är det ganska glesbefolkat, med 34 invånare per kvadratkilometer.